# هوش عاطفی (کتاب)
هوش عاطفی (به انگلیسی: Emotional Intelligence) کتابی است نوشتهٔ دانیل گولمن، روانشناس و روزنامه‌نگار علمی آمریکایی، که نخستین‌بار در سال ۱۹۹۵ منتشر شد. گولمن در این کتاب، مفهوم هوش هیجانی یا هوش عاطفی را مطرح و توسعه می‌دهد و مدعی می‌شود که این نوع هوش، در موفقیت‌های فردی، تحصیلی، حرفه‌ای و اجتماعی، حتی می‌تواند از بهرهٔ هوشی (IQ) مهم‌تر باشد.
گولمن بر پایهٔ پژوهش‌های روان‌شناسی و علوم اعصاب، پنج مؤلفهٔ اصلی برای هوش هیجانی تعریف می‌کند: خودآگاهی، خودتنظیمی، انگیزش، همدلی و مهارت‌های اجتماعی. این مؤلفه‌ها به گفتهٔ او، قابل یادگیری، آموزش‌پذیر و تقویت هستند.
این کتاب پس از انتشار، به مدت یک‌سال و نیم در فهرست پرفروش‌ترین‌های نیویورک تایمز باقی ماند و تاکنون به بیش از ۴۰ زبان ترجمه شده و میلیون‌ها نسخه در سراسر جهان به فروش رفته‌است.

## ساختار کتاب
کتاب در پنج بخش اصلی تنظیم شده‌است که هر کدام به بررسی جنبه‌های مختلف هوش هیجانی می‌پردازند:

### ۱. مغز عاطفی
در این بخش، گولمن ساختارهای عصبی دخیل در هیجانات انسان، به‌ویژه نقش آمیگدال (بادامهٔ مغز) و تعامل آن با قشر پیش‌پیشانی را توضیح می‌دهد. او مفهوم «ربودگی آمیگدال» را معرفی می‌کند، یعنی حالتی که هیجان‌های شدید بر تفکر منطقی غلبه می‌کنند. وی بر اساس یافته‌های نوروساینس، نشان می‌دهد که واکنش‌های هیجانی پیش از پردازش شناختی شکل می‌گیرند و بنابراین یادگیری مدیریت هیجانات ضروری است.

### ۲. سرشت هوش هیجانی
در این فصل‌ها، پنج مؤلفه‌ی اصلی هوش هیجانی معرفی می‌شود:
- خودآگاهی: شناخت احساسات خود و توانایی درک آن‌ها.
- خودکنترلی: توانایی تنظیم هیجانات، کنترل تکانه‌ها و مدیریت استرس.
- انگیزش: حفظ انگیزه درونی برای رسیدن به اهداف، مستقل از پاداش‌های بیرونی.
- همدلی: درک هیجانات دیگران و واکنش مناسب به آن‌ها.
- مهارت‌های اجتماعی: توانایی ایجاد روابط مؤثر، تأثیرگذاری و همکاری با دیگران.

### ۳. کاربرد هوش هیجانی
این بخش به اهمیت هوش هیجانی در محیط کار، مدیریت، رهبری و روابط اجتماعی می‌پردازد. گولمن نشان می‌دهد که رهبران موفق الزاماً دارای IQ بالا نیستند، بلکه در «صلاحیت‌های هیجانی» مانند درک دیگران، انگیزش تیمی و خودتنظیمی، توانمند هستند.
او به بررسی ناهنجاری‌هایی مانند الکسی‌تایمیا (ناتوانی در درک و بیان احساسات) نیز می‌پردازد و تأثیر آن بر رفتار اجتماعی را تحلیل می‌کند.

### ۴. دوران کودکی: فرصتی استثنایی برای آموزش هیجانات
گولمن معتقد است که پایه‌های هوش هیجانی در دوران کودکی شکل می‌گیرد و آموزش مهارت‌های هیجانی باید از سال‌های اولیه شروع شود. او از نتایج برنامه‌های آموزش مهارت‌های اجتماعی و هیجانی در مدارس گزارش می‌دهد و پیشنهاد می‌کند که «سواد هیجانی» باید بخشی از برنامه درسی مدارس باشد.

### ۵. سواد هیجانی
این بخش به آینده‌نگری کتاب اختصاص دارد. نویسنده به بررسی تأثیر هوش هیجانی در جامعه، آموزش، سلامت روان، حل تعارضات خانوادگی و پیشگیری از خشونت می‌پردازد. او مفهوم «هوش اخلاقی» و «همدلی اجتماعی» را معرفی می‌کند و نقش آن‌ها را در ایجاد جوامع سالم و همدل بررسی می‌کند.

## ترجمه فارسی
کتاب «هوش عاطفی» توسط حمیدرضا بلوچ در سال ۱۳۷۸ به فارسی ترجمه و توسط انتشارات سازمان همشهری منتشر شد. ترجمه‌های دیگر نیز از مترجمان مختلف در ایران منتشر شده‌اند.

## تأثیر و واکنش‌ها
کتاب «هوش هیجانی» مورد توجه روانشناسان، معلمان، مدیران منابع انسانی و والدین قرار گرفت و مبنایی برای بسیاری از پژوهش‌ها، کتاب‌های آموزشی و برنامه‌های درسی در سراسر جهان شد. از آن زمان، گولمن کتاب‌ها و مقالات دیگری در همین زمینه منتشر کرده‌است، از جمله هوش اجتماعی و رهبری با هوش هیجانی.
منتقدانی نیز وجود دارند که برخی از ادعاهای کتاب را فاقد شواهد علمی کافی می‌دانند و معتقدند هوش هیجانی به‌تنهایی نمی‌تواند موفقیت را تضمین کند.